# Операција Ернтефест
Операција Ернтефест (у преводу: Операција Жетвени фестивал) било је кодно име за операцију коју су извеле окупационе снаге нацистичке Немачке с циљем да побију све Јевреје који су остали у области Лублина и у Лублинском гету. Операција је изведена током 3. и 4. новембра 1943. Током операције убијено је око 42.000 Јевреја.
„Ернтефест“ је почео у зору 3. новембра 1943. Радне логоре Травники и Понијатова су окружиле СС и полицијске јединице. Јевреји су извођени из логора у групама и стрељани у околним јамама ископаним за ову сврху. У Мајданеку су Јевреји прво одвојени од осталих затвореника, а затим су одвођени у групама до оближњих ровова и стрељани. Јевреји из других радних логора у области Лублина су доведени у Мајданек и убијени. Током убијања у Мајданеку и Травникију свирала је музика како би се смањила бука од пуцњаве. Операција је у Мајданеку и Травникију завршена за један дан. У логору Понијатова убијање је трајало два дана.